# Stelio Candelli
Stelio Candelli parfois crédité sous le nom de Stanley Kent,  né le 28 mars 1931 à Trieste est un acteur  italien.

## Biographie
Né à Trieste, Stelio Candelli est le fils de fonctionnaires.  En 1954 Candelli s'inscrit à l'Accademia d'Arte Drammatica à Rome, obtenant son diplôme en 1957. La même année, il fait ses débuts au cinéma dans le film Guendalina réalisé par Alberto Lattuada .  Dans les années 1960 et 1970, Candelli obtient des rôles principaux dans de nombreux films de genre, souvent crédité comme Stanley Kent. Il a également été actif sur la scène et à la télévision,  surtout connu pour son rôle de Danny Scipio , un ancien membre de la Mafia reconverti en enquêteur dans  la série Vendetta, à la BBC (1966-1968).

## Filmographie partielle
- 1959 : La sceriffa de Roberto Bianchi Montero : un bandit avec Jimmy
- 1962 : La guerre des Dieux de Babylone
- 1964 : Le Triomphe des dix mercenaires (Il trionfo des dieci gladiatori) de Nick Nostro : Glauco Marcio
- 1965 : 
  - Perché uccidi ancora
  - La Planète des vampires
  - Agent Secret 777
- 1966 : Mission-Suicide à Singapour
- 1971 : 
  - Le Jour du jugement
  - W Django!
- 1972 :
  - Tropique du Cancer (Al tropico del cancro)
  - Alleluia et Sartana, fils de... (Alleluja e Sartana figli di... Dio) de Mario Siciliano : Falco
- 1973 :  
  - La Fureur d'un flic (La mano spietata della legge) de Mario Gariazzo
  - L'onorata famiglia: Uccidere è cosa nostra de Tonino Ricci
- 1980 : La Cage aux Folles II
- 1983 : La Pourpre et le Noir
- 1984 : Rage (Rage: Fuoco incrociato) de Tonino Ricci
- 1985 : Les démons
- 1988 : La Nuit des requins de Tonino Ricci
- 1992 : Dire Des Trucs